# Bukhara (Meteorit)
Koordinaten: 39° 46′ 47″ N, 64° 26′ 1″ O
Bukhara ist ein Steinmeteorit von 5,3 Kilogramm Gewicht, der in Usbekistan gefunden wurde und zu den kohligen Chondriten gehört.

## Geschichte
Der Meteorit fiel am 9. Juli 2001 um 4 Uhr morgens lokaler Zeit auf ein Feld in Arablya, circa 15 Kilometer östlich der Viloyathauptstadt Buxoro. Ein Schäfer war Zeuge des Falls und nahm den Stein an sich. Der Enkel des Schäfers hörte im Unterricht in der Schule von Meteoriten, erinnerte sich an den Stein und informierte das Ulugh Bek Astronomical Institute der Akademie der Wissenschaften der Republik Usbekistan. Shuhrat Ehgamberdiev, der Direktor des Instituts, schickte 2004 eine Probe des Meteoriten an das Moskauer Vernadsky Institute of Geochemistry and Analytical Chemistry.
Eine Untersuchung der 26Aluminium-Isotope, die im Meteoriten gefunden wurden, weist darauf hin, dass der Meteorit aus einem Gebiet im Sonnensystem in 1,5 Astronomischen Einheiten von der Sonne stammt mit einer Exzentrizität von 0,33. Das wäre ungefähr auf Höhe der Marsbahn.

## Aussehen und Klassifizierung
Es handelt sich bei dem Meteoriten um einen kohligen Chondriten der Klassifikation CV3. CV-Chondrite sind von ihrer chemischen Zusammensetzung und Struktur her den gewöhnlichen Chondriten ähnlich. Sie enthalten jedoch im Gegensatz zu diesen Meteoriten Spuren von Wasser und organische Substanzen. CV-Chondrite weisen deutlich sichtbare Chondren und zahlreiche Calcium-Aluminium-reiche Einschlüsse (CAIs) auf. Der Anteil von schwerem Stickstoff im Meteoriten (Stickstoff-Isotope) ist höher als bei durchschnittlichen CV3-Chondriten.
Der Meteorit ist von einer dicken dunkelgrauen Schmelzkruste umgeben. Mit seiner Schockklasse S1 ist zu vermuten, dass er im Sonnensystem kaum Kollisionen gehabt hat und während des Falls nicht auseinandergebrochen ist. Aus der Messung der 60Cobalt-Isotopen wurde in einer Untersuchung aus dem Jahr 2008 ein voratmosphärischer mittlerer Durchmesser von circa 24 Zentimetern berechnet.
Folgende Minerale und Varietäten wurden in dem Meteoriten gefunden:
- Albit, Na[AlSi3O8]
- Anorthit, CaAl2Si2O8
- Augit, (Ca,Mg,Fe)2Si2O6
- Diopsid, CaMg[Si2O6]
- Eisen, Fe
- Forsterit, Mg2SiO4
- Jadeit, NaAl[Si2O6]
- Kamacit, (Fe,Ni)
- Nephelin, (Na,K)[AlSiO4]
- Olivin, (Mg,Fe2+)2SiO4
- Pigeonit, (Mg,Fe2+,Ca)(Mg,Fe2+)Si2O6
- Taenit, γ-(Fe,Ni)
- Troilit, FeS

## Benennung
Der Meteorit wurde nach seinem Fundort benannt. Bukhara ist die englische Schreibweise der Viloyathauptstadt Buxoro. Er ist einer von nur drei auf usbekischem Boden gefundenen Meteoriten mit Eigennamen. Zuerst wurde 1989 der L6-Meteorit Uchkuduk gefunden, 2001 Bukhara und 2016 der H6-Meteorit Navoi. Von diesen drei gefundenen Meteoriten ist Bukhara der schwerste.